# Meinhardus-Schanze
Die Meinhardus-Schanze ist eine Skisprungschanze der Kategorie HS 68 (K 62) in der nordrhein-westfälischen Stadt Meinerzhagen. Neben ihr existieren zwei kleinere Schanzen (K 35 bzw. K 12), die mit der K 62 auch als Meinhardus-Schanzen bezeichnet werden.

## Geschichte

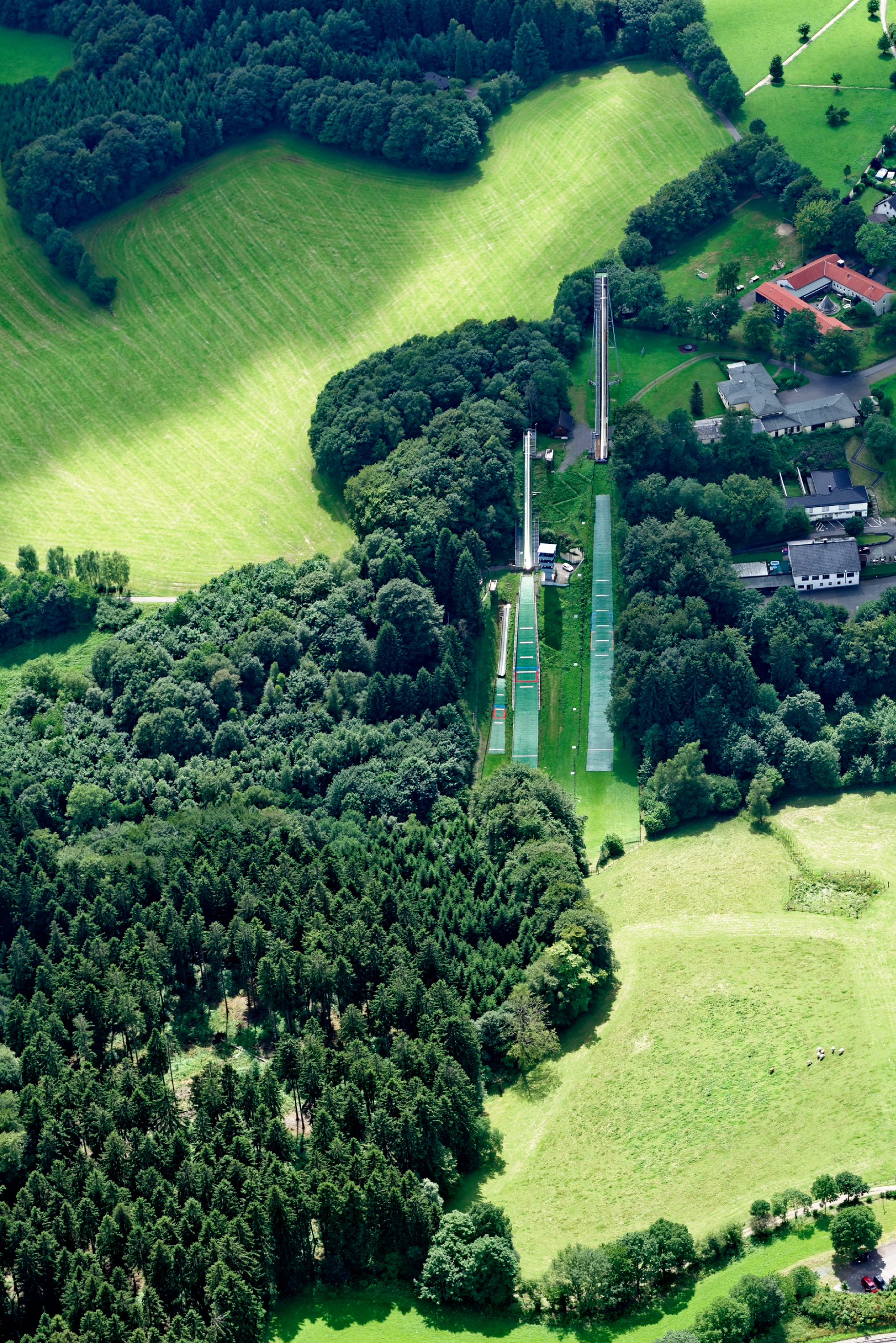
Luftaufnahme

Bereits in der ersten Hälfte des 20. Jahrhunderts gab es Sprunghügel und -schanzen, welche die Entwicklung Meinerzhagens zu einem bedeutenden Skisprungort förderten. Die heutige Meinhardus-Schanze wurde 1957 mit dem K 50 erbaut und bereits 1964 zur K 60 erweitert, wodurch sie zu diesem Zeitpunkt die größte Mattenschanze der Bundesrepublik darstellte. Anschließend fanden regelmäßig internationale Wettbewerbe statt, bis neue Normen der FIS einen Abriss und Neubau erforderlich machten. Seit Juli 1982 wird die Schanze, nun mit einem Stahlanlaufturm und Matten ausgestattet, sowohl vom Skiklub Meinerzhagen als auch vom DSV und der niederländischen Nationalmannschaft genutzt.
Nach der Erneuerung der Mattenbelegung im Jahr 2002, bei der die Anlage an die FIS-Anforderungen angepasst wurde, fanden mehrere Continental-Cup-Springen der Damen statt.

## Internationale Wettbewerbe
Genannt werden alle von der FIS organisierten Sprungwettbewerbe
| Datum           | Kategorie       | Schanze | 1. Platz        | 2. Platz         | 3. Platz         |
| --------------- | --------------- | ------- | --------------- | ---------------- | ---------------- |
| 24. August 2003 | FIS-Springen    | HS68    | Anette Sagen    | Ayumi Watase     | Monika Pogladič  |
| 14. August 2005 | Continental Cup | HS68    | Anette Sagen    | Lisa Demetz      | Lindsey Van      |
| 15. August 2005 | Continental Cup | HS68    | Monika Pogladič | Lindsey Van      | Daniela Iraschko |
| 12. August 2006 | Continental Cup | HS68    | Anette Sagen    | Juliane Seyfarth | Ayumi Watase     |